# Jezernik
Jezernik je priimek v Sloveniji, ki ga je po podatkih Statističnega urada Republike Slovenije na dan 1. januarja 2010  uporabljalo 426 oseb.

## Znani nosilci priimka
- Aleksander Jezernik (*1925), zgodovinar, publicist ..dr.med.?
- Andreja Perić Jezernik, pisateljica
- Anton Jezernik (1939—2021), strojnik, univ. prof.
- Bojan Jezernik, zdravnik
- Božidar Jezernik (*1951), etnolog in kulturni (historični) antropolog, univ. profesor
- David Špec Jezernik, trobentar
- Gaja Jezernik Ovca, pesnica, pisateljica, literarna urednica in komparativistka
- Ivan Jezernik (*1942), igralec
- Ivan Jezernik (*1957), gasilec
- Jerneja Jezernik (*1970), prevajalka, pisateljica, raziskovalka življenja in dela Alme Karlin
- Jolanda Jezernik Leskovšek (1933—2021), zdravnica kirurginja
- Karel Jezernik (*1942), elektrotehnik, robotik, univ. profesor, prorektor UM
- Kristijan Jezernik (*1948), biolog, prof. MF UL; pisatelj, slikar
- Maksimilijan Jezernik (1922—2015), teolog, filozof, misiolog, organizator, apostolski protonotar
- Marija Jezernik (Marija Wirgler) (1879—1974), mladinska pisateljica
- Marjan Jezernik (*1951), duhovnik, celjski opat in rektor Marijine cerkve
- Mišo Jezernik (1923—1997), psiholog, sociolog, publicist
- Nejc Jezernik, igralec
- Sinjo Jezernik, amaterski gladališčnik, igralec, sinhronizator, moderator
- Tjaša Jezernik (*1977), tenisačica
- Urban Jezernik, matematik